# Passiflora misera
Passiflora misera Kunth – gatunek rośliny z rodziny męczennicowatych (Passifloraceae Juss. ex Kunth in Humb.). Występuje naturalnie w Panamie, Kolumbii, Wenezueli, Gujanie, Surinamie, Gujanie Francuskiej, Ekwadorze, Peru, Boliwii, Paragwaju, Argentynie, Urugwaju oraz Brazylii (w stanach Acre, Tocantins, Alagoas, Bahia, Ceará, Maranhão, Paraíba, Pernambuco, Sergipe, Dystrykt Federalny, Goiás, Mato Grosso do Sul, Mato Grosso, Espírito Santo, Minas Gerais, Rio de Janeiro, São Paulo, Paraná, Rio Grande do Sul oraz Santa Catarina). 

## Morfologia
PokrójZielne, nagie liany.
LiścieLancetowate lub liniowe, sercowate lub ścięte u podstawy. Mają 5–18 cm długości oraz 0,5–3 cm szerokości. Całobrzegie, z tępym lub ostrym wierzchołkiem. Ogonek liściowy jest owłosiony i ma długość 5–40 mm. Przylistki są w kształcie sierpa, mają 3–4 mm długości.
KwiatyPojedyncze. Działki kielicha są podłużnie liniowe, mają 1–2 cm długości. Płatki są podłużnie liniowe, białe, mają 0,8–1,8 cm długości. Przykoronek ułożony jest w jednym rzędzie, ma 2–4 mm długości.
OwoceSą elipsoidalnego kształtu. Mają 0,5–1,5 cm średnicy.